# Viola formosana
Viola formosana là một loài thực vật có hoa trong họ Hoa tím. Loài này được Hayata miêu tả khoa học đầu tiên năm 1906.